# Јаник Кезер
Јаник Кезер (Рајнфелден, 3. јул 1993) швајцарски је пливач чија специјалност су трке прсним стилом. Вишеструки је национални првак и рекордер, учесник светских и европских првенстава и Олимпијских игара.  

## Спортска каријера
Кезер је дебитовао на међународним такмичењима у Сингапуру 2010. на Олимпијским играма младих, где је заузео шесто место у трци на 200 прсно. На европском првенству у малим базенима у Шћећину 2011. поставио је нови национални рекорд на 200 прсно, поставши првим швајцарским пливачем који је ту деоницу испливао за мање од 2:10 минута (време новог рекорда је 2:09,99 минута).
На европском првенству у Дебрецину 2012. успео је да исплива олимпијску Б норму на 200 прсно. На својим првим Олимпијским играма, у Лондону 2012, Кезер је пливао у квалификацијама трке на 200 прсно у којима је заузео укупно 24. место. Две недеље након Игара, одлази на студије у Сједињене Државе, где је током наредне 4 године наступао за пливачку секцију Универзитета Вирџиније. 
На светским првенствима у великим базенима је дебитовао у Казању 2015, где се такмичио у три дисциплине — 100 прсно (26), 200 прсно (18) и 4×100 мешовито (17. место). 
На својим другим узастопним Олимпијским играма, у Рију 2016. заузео је 24. место у трци на 100 прсно, те 20. место на 200 прсно. 
Током 2017. наступио је на Светском првенству у Будимпешти, где се такмичио у све три појединачне трке прсним стилом, по први пут успевши да се пласира у полуфинале трке на 200 прсно, које је окончао на последњем 16. месту. Непун месец дана касније, на Универзијади у Тајпеју, успева а се пласира у финала на 100 и 200 прсно, која је окончао на 4, односно 5. месту. На националном првенству 2018. освојио је све три титуле националног првака у појединачним тркама прсним стилом. 
Трећи наступ на светским првенствима „уписао” је у корејском Квангџуу 2019, али без неких запаженијих резултата. Пливао је у квалификацијама све три појединачне трке прсним стилом — 34. ма 50 метара, 38. на 100 метара и 45. на 200 метара — те у обе мешовите штафете — 13. место у микс штафети и 18. место у мушкој штафети. 